# Howard Goddard
Howard Goddard (sinh ngày 10 tháng 5 năm 1957) là một cựu cầu thủ bóng đá. Là một tiền đạo, ông gia nhập Newport County năm 1977 từ Swindon Town. Ông có 105 lần ra sân cho Newport và ghi 42 bàn thắng. Năm 1982, ông có thời gian thi đấu cho mượn tại Blackpool, ghi 2 bàn trong 4 trận trước khi gia nhập Bournemouth.